# Vanellinae
Los vanelinos (Vanellinae) son subfamilia de aves Charadriiformes de la familia Charadriidae que incluye las avefrías o teros. 

## Lista de especies
La subfamilia Vanellinae incluye dos géneros y 25 especies. Otras clasificaciones reconocen hasta 19 géneros.
Género Erythrogonys
- Erythrogonys cinctus

Género Vanellus 
- Vanellus vanellus (Linnaeus, 1758) - Avefría europea
- Vanellus albiceps Gould, 1834 - Avefría coroniblanca
- Vanellus chilensis (Molina, 1782) - Tero común, avefría tero
- Vanellus cinereus (Blyth, 1842) - Avefría ceniza
- Vanellus coronatus (Boddaert, 1783) - Avefría coronada
- Vanellus crassirostris (Hartlaub, 1855) - Avefría palustre
- Vanellus duvaucelii (Lesson, 1826) - Avefría fluvial
- Vanellus indicus (Boddaert, 1783) - Avefría india
- Vanellus miles (Boddaert, 1783) - Avefría militar
- Vanellus spinosus (Linnaeus, 1758) - Avefría espinosa
- Vanellus tricolor (Vieillot, 1818) - Avefría tricolor
- Vanellus armatus (Burchell, 1822) - Avefría armada
- Vanellus tectus (Boddaert, 1783) - Avefría coletuda
- Vanellus malabaricus (Boddaert, 1783) - Avefría malabar
- Vanellus lugubris (Lesson, 1826) - Avefría lúgubre
- Vanellus melanopterus (Cretzschmar, 1829) - Avefría lugubroide
- Vanellus senegallus (Linnaeus, 1766) - Avefría senegalesa
- Vanellus melanocephalus (Ruppell, 1845) - Avefría pechipinta
- Vanellus superciliosus (Reichenow, 1886) - Avefría pechirrufa
- Vanellus macropterus (Wagler, 1827) - Avefría javanesa
- Vanellus gregarius (Pallas, 1771) - Avefría sociable
- Vanellus leucurus (Lichtenstein, 1823) - Avefría coliblanca
- Vanellus cayanus (Latham, 1790) - Avefría de Cayena, chorlo de espolón
- Vanellus resplendens (Tschudi, 1843) - Avefría andina, tero serrano